# Coffee Stain Studios
Coffee Stain Studios é uma desenvolvedora de jogos independentes da Suécia, focada em jogos de computador e jogos para celular. A companhia foi fundada em outubro de 2010 por estudantes da Universidade de Skövde, local onde a companhia se localiza. Em 2010, um jogo chamado I Love Strawberries foi lançado para o iOS através da App Store. No dia 15 de abril de 2011, Sanctum foi lançado para o Microsoft Windows através do Steam.
I Love Strawberries foi distribuido pela Atari. Sanctum foi inicialmente desenvolvido como uma modificação para o Unreal Tournament 3. A modificação entrou na competição "Make Something Unreal" realizada pela Epic Games em 2009. O jogo recebeu várias premiações e foi o começo do que viria a ser Coffee Stain Studios.[carece de fontes?]
A companhia assinou um contrato de cinco anos com a Epic Games obrigando-os a desenvolver jogos somente com a Unreal Engine. Em novembro de 2018, a Embracer Group adquiriu a Coffee Stain Holding, empresa-mãe da Coffee Stain Studios.
O jogo mais recente lançado pelo estúdio foi Satisfactory, que foi lançado em acesso antecipado em 2019.